# Wonosobo
Wonosobo ist eine indonesische Stadt in Zentraljava und Hauptstadt des gleichnamigen Regierungsbezirks. Die Stadt liegt in unmittelbarer südöstlicher Nachbarschaft des Dieng-Plateaus und etwa 80 Kilometer nordwestlich von Yogyakarta. Etwas über 10 Kilometer nordöstlich der Stadt befindet sich der aktive Schichtvulkan Sundoro. Nach der Volkszählung von 2010 hat Wonosobo 82.488 Einwohner.

## Geschichte

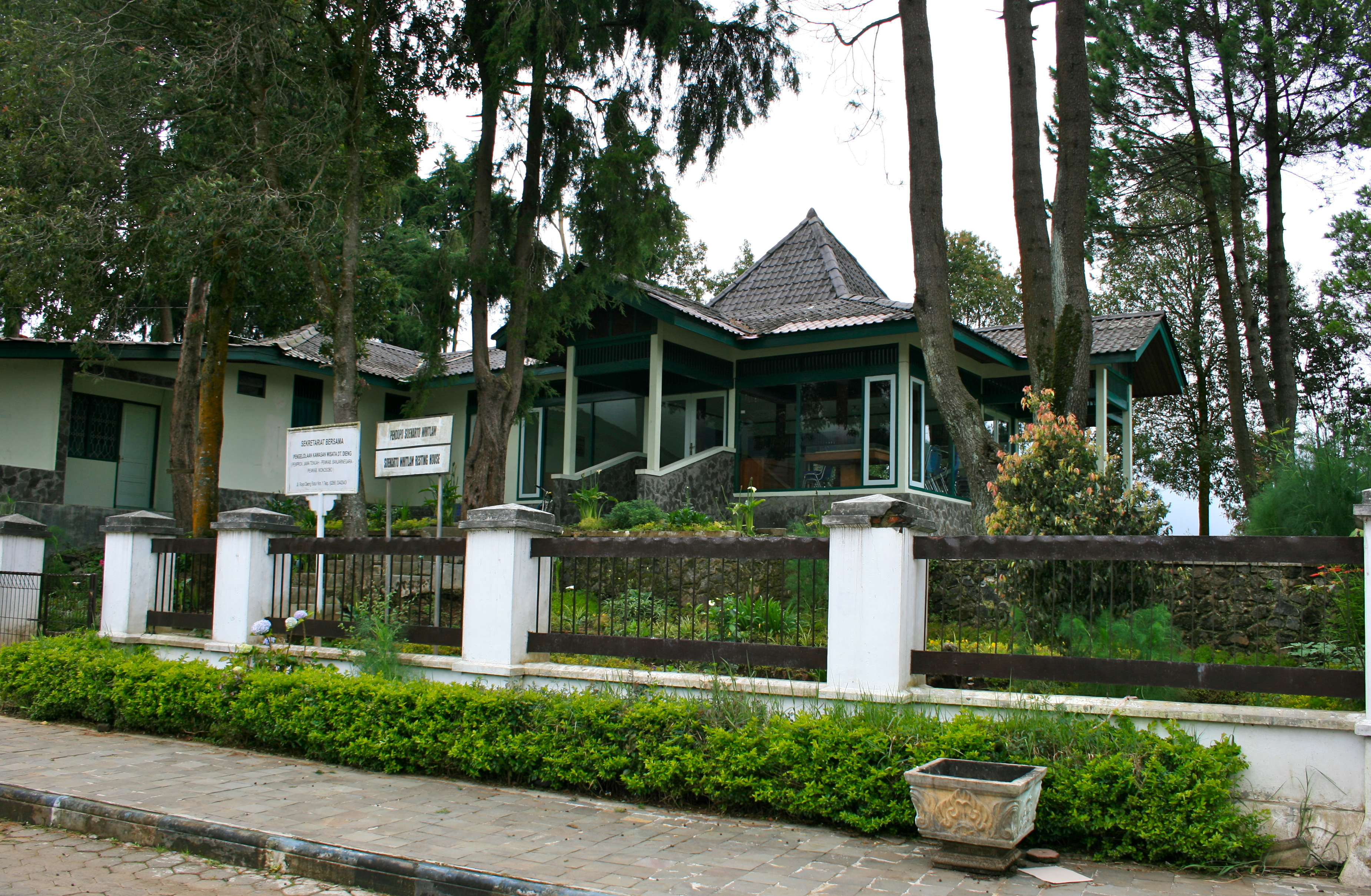
Das Suharto-Whitlam House (Dieng-Plateau, Indonesien). Hier diskutierten die beiden Politiker 1974 über Osttimor

Im September 1974 trafen sich nahe Wonosobo Australiens Premierminister Gough Whitlam und Indonesiens Diktator Suharto, um über die Situation in Portugiesisch-Timor zu sprechen, das sich auf seine Unabhängigkeit als Osttimor vorbereitete. Whitlam erklärte Osttimor würde „ein überlebensunfähiger Staat und eine potentielle Bedrohung für die Stabilität in der Region“ sein. Obwohl er den Wunsch nach Selbstbestimmung anerkannte, hielt er im Interesse Osttimors einen Anschluss an Indonesien für das Beste. 1975 annektierte Indonesien mit der Operation Seroja Osttimor gewaltsam.

## Persönlichkeiten
- Paschalis Soedita Hardjasoemarta (1929–1999), römisch-katholischer Ordensgeistlicher, Bischof von Purwokerto